# Убийство Дмитрия Чикваркина
Убийство Дмитрия Чикваркина — преступление, совершённое 24 августа 2020 года в дачном посёлке под городом Верхняя Пышма Свердловской области.

## Предыстория
Житель Верхней Пышмы Дмитрий Николаевич Чикваркин родился в 1972 году. После службы в армии он устроился работать в милицию водителем экипажа патрульно-постовой службы, кем и проработал много лет. Уволившись из милиции, он стал работать водителем на «Газели», занимался грузоперевозками. У него была жена и две дочери.
В августе 2020 года к нему обратилась за помощью его знакомая Наталья Фролова. Она попросила Дмитрия привезти к ней на дачу двух девочек, одна из которой была дочерью племянника Фроловой. Этот племянник ранее развёлся со своей женой, 23-летней безработной Валерией Дунаевой, и та стала жить с дочерью и своим сожителем, водителем эвакуатора Сергеем Чабиным. В тот день Дунаева и Чабин решили употреблять спиртные напитки вместе со своими знакомыми, 29-летней Алиной Михайловой и 28-летним безработным Михаилом Ивановым, который ранее был судим за разбой, причинение тяжких телесных повреждений и угон автомобиля. Фролова попросила Чикваркина привезти к ней на дачу 3-летнюю дочь Дунаевой и 10-летнюю дочь Михайловой. Дмитрий Чикваркин привёз девочек на дачу в садовое товарищество «Жасмин», а утром следующего дня Дунаева забрала их обратно.

## Убийство
Обе девочки сказали Дунаевой, что Дмитрий «трогал их ниже пояса». Пришедшая в ярость женщина позвонила по телефону своему сожителю Чабину и Михаилу Иванову. Они вызвали своего знакомого по имени Денис, который отвёз их на дачу Фроловой, где находились она и Чикваркин. Дунаева, Чабин, Иванов и Михайлова ворвались во двор. Наталья Фролова пыталась остановить их, но Михайлова стала удерживать её на месте силой и избивать, при этом угрожая убить её, если та попытается им помешать. Иванов забежал в комнату, где был Чикваркин, и сильно ударил его кулаком в лицо, после чего вышел из комнаты. Чикваркин успел встать и умыть лицо от крови, но в комнату ворвались Чабин и Дунаева, которые начали его избивать, причём Дунаева пыталась ещё и наносить Дмитрию раны ножом. Чабин, Дунаева и Иванов вытащили Чикваркина из дома во двор, где в течение нескольких часов жестоко избивали его. Кроме этого, они отломили металлическую трубу, которой изнасиловали Чикваркина, а потом этой трубой проломили ему голову. За избиением наблюдали две девушки, которые даже не пытались остановить это преступление, позвать на помощь или вызвать полицию. После того, как преступники закончили избивать мужчину и бросили его, обе девушки украли у мужчины его мобильный телефон и сняли у него с пальца золотой перстень, который впоследствии попытались продать через ломбард.
Когда водитель автомобиля Денис увидел, что преступники сделали с Чикваркиным, он пришёл в ужас, но при этом не вызвал ни «Скорую помощь», ни полицию. Нападавшие уехали с дачи, а Фролова позвонила по телефону своей дочери. Та приехала на дачу и, увидев, что там произошло, сразу вызвала «Скорую помощь» и полицию. Всё тело и особенно лицо пострадавшего были очень сильно обезображены. Ко времени приезда «Скорой» он уже впал в кому, его увезли в больницу. Впоследствии женщина-врач «Скорой» сказала, что никогда не видела таких ужасных травм, и даже хотела уволиться после увиденного. Хирурги сделали пострадавшему несколько операций, но сердце мужчины не выдержало, и он скончался.
Через несколько часов после убийства Чабин вернулся на место преступления. На вопрос соседей, почему они истязали и избили Чикваркина, Чабин ответил «не разобрались, поспешили».

## Последующие события
Вечером того же дня Дунаева, Чабин и Иванов были задержаны полицией. Алина Михайлова и Денис оставались на свободе. Изначально в СМИ сообщалось, что они скрываются, но в действительности это было не так. Позже оба были задержаны, и Михайлову отпустили под подписку о невыезде. Денис тоже был освобождён, он стал проходить по делу как свидетель. Наталья Фролова на время следствия переехала жить на конспиративную квартиру.
Дмитрий Чикваркин был похоронен на Александровском кладбище в закрытом гробу.
Обе девочки признались, что оклеветали Чикваркина, и в действительности он их не трогал. Они сказали, что они просто так «пошутили», желая напугать взрослых. Проведённые экспертизы показали, что убитый не совершал никаких сексуальных действий по отношению к девочкам.
Находясь в следственном изоляторе, Чабин подал апелляцию в областной суд о замене нахождения под стражей на подписку о невыезде. Суд отклонил эту апелляцию. Родные убийц начали через интернет сбор денег на адвокатов. Жена Чабина ради средств на адвоката продала автомобиль. Родные и близкие Чабина наняли ему сразу двух опытных адвокатов, по совету которых Чабин отказался участвовать в следственных экспериментах. Кроме того, родные убийцы сказали, что им помогают собирать деньги некие «богатые люди».
Неизвестные люди стали присылать через интернет вдове убитого Яне Чикваркиной и его старшей дочери Каролине Мироновой оскорбления и угрозы расправой. Когда женщины ограничили доступ на свои интернет-странички, злоумышленники стали пытаться добавляться «в друзья» им и их близким и друзьям. По словам Яны Чикваркиной, она не сомневается, что этими злоумышленниками являются родные и друзья убийц. Работники правоохранительных органов предложили женщинам временно пожить на конспиративной квартире, но те отказались, посчитав себя в относительной безопасности.

## Суд
На судебных заседаниях Чабин отрицал свою причастность к избиению и истязаниям Чикваркина, и при этом не мог внятно ответить на вопросы судьи о том, где он был и что делал во время избиения. В суде Чабин и Дунаева попросили прощения у дочери Чикваркина Каролины, однако Иванов этого делать не стал. Все трое подсудимых просили суд отпустить их под подписку о невыезде, мотивируя это тем, что у них всех есть малолетние дети. Но Каролина Миронова попросила судью оставить всех подсудимых под стражей, мотивируя это тем, что она и её мать опасаются за свою безопасность. Суд удовлетворил эту просьбу, и арест подсудимых был продлён до 22 октября 2020 года.
22 октября обвиняемых доставили в суд. На заседании все обвиняемые отказались общаться с журналистами, а Чабин и Дунаева закрывали лица листами бумаги. Следователь Следственного Комитета попросил закрыть процесс от СМИ, сославшись на тайну следствия. С этим согласились адвокаты обвиняемых, и суд попросил журналистов покинуть зал заседаний. Адвокаты обвиняемых заявили ходатайства к суду о том, чтобы подсудимых отпустили из заключения под домашний арест. Но суд отклонил эти ходатайства и продлил обвиняемым арест ещё на месяц. Услышав решение суда, Дунаева начала плакать.
12 апреля 2022 года суд назначил Михаилу Иванову 19 лет колонии строгого режима, Сергею Чабину 15 лет колонии строгого режима, Валерии Дунаевой 10 лет и 1 месяц колонии общего режима.